# 2213 Meeus
2213 Meeus (1935 SO1) là một tiểu hành tinh vành đai chính được phát hiện ngày 24 tháng 9 năm 1935 bởi E. Delporte ở Uccle.